# Вулиця Пирогівський шлях
Ву́лиця Пирогі́вський шлях — вулиця в Голосіївському районі міста Києва, місцевості Китаїв, Пирогів. Пролягає від Лисогірського провулку (поблизу цементного заводу) до автомагістралі Київ — Дніпро. 
Прилучаються проспект Науки, вулиці Лауреатська, Барикадна, Академіка Заболотного, провулки Пересіченський та Цегельний. Вздовж частини вулиці проходить залізниця.

## Історія
Вулиця виникла в 1-й половині XX століття, хоча безіменний шлях від Мишоловки до Пирогова по трасі майбутньої вулиці існував ще в 1-й половині XIX столітті. Спочатку складалася з вулиць Леніна і Червоноармійської, які були об'єднані в 1955 році під назвою Червонопрапорна.
У 1958 році змінено напрям її початкової частини: частину вулиці приєднано до Чапаєвського шосе, а також долучено проїзд (без офіційної назви) від Великої Китаївської вулиці (тепер проспект Науки) до цегельного заводу (в бік Телички).
Сучасна назва, що походить від місцевості Пирогів, — з 2015 року.

## Забудова
На початку вулиці знаходиться промислова зона «Корчувате», де розміщені цементний, арматурно-бетонний, керамзитового гравію заводи. У середній частині вулиці, до перехрестя з вулицею Академіка Заболотного, розташована промислова зона «Пирогів».
Поблизу перехрестя з проспектом Науки — кілька житлових п'яти- та дев'ятиповерхових «хрущовок», які відносяться до селища Китаїв. Решта житлових будинків — приватні малоповерхові.

## Установи та заклади
- Середня загальноосвітня школа № 150 (буд. № 148)
- Відділення зв'язку № 26 (буд. № 148)
- Київський арматурно-бетонний завод (буд. № 28)
- ВАТ «Київцемент» (буд. № 26)
- Корчуватський завод керамзитового гравію (буд. № 34)
- Київський пивоварний завод «Славутич» (буд. № 135)
- Київський завод художнього кування (буд. № 28-А)
- Годинниковий завод «Час» (буд. № 34-Г)

## Пам'ятники
На вулиці Пирогівський шлях, 148 (на території школи № 150) встановлено пам'ятник учасникам оборони Києва в серпні-вересні 1941 року та воїнам села Пирогів, що загинули в боях Великої Вітчизняної війни 1941–1945 років.

## Природні об'єкти
На південно-східних схилах Пирогівського кар'єру навпроти будинку № 76 по вулиці Пирогівський шлях на площі 0,5 га збереглась ділянка ковилового степу, що носить назву Ботанічна пам'ятка природи місцевого значення «Природний об'єкт цілини». Оголошена розпорядженням КМДА від 14.10.97 р. № 1628.

## Зображення

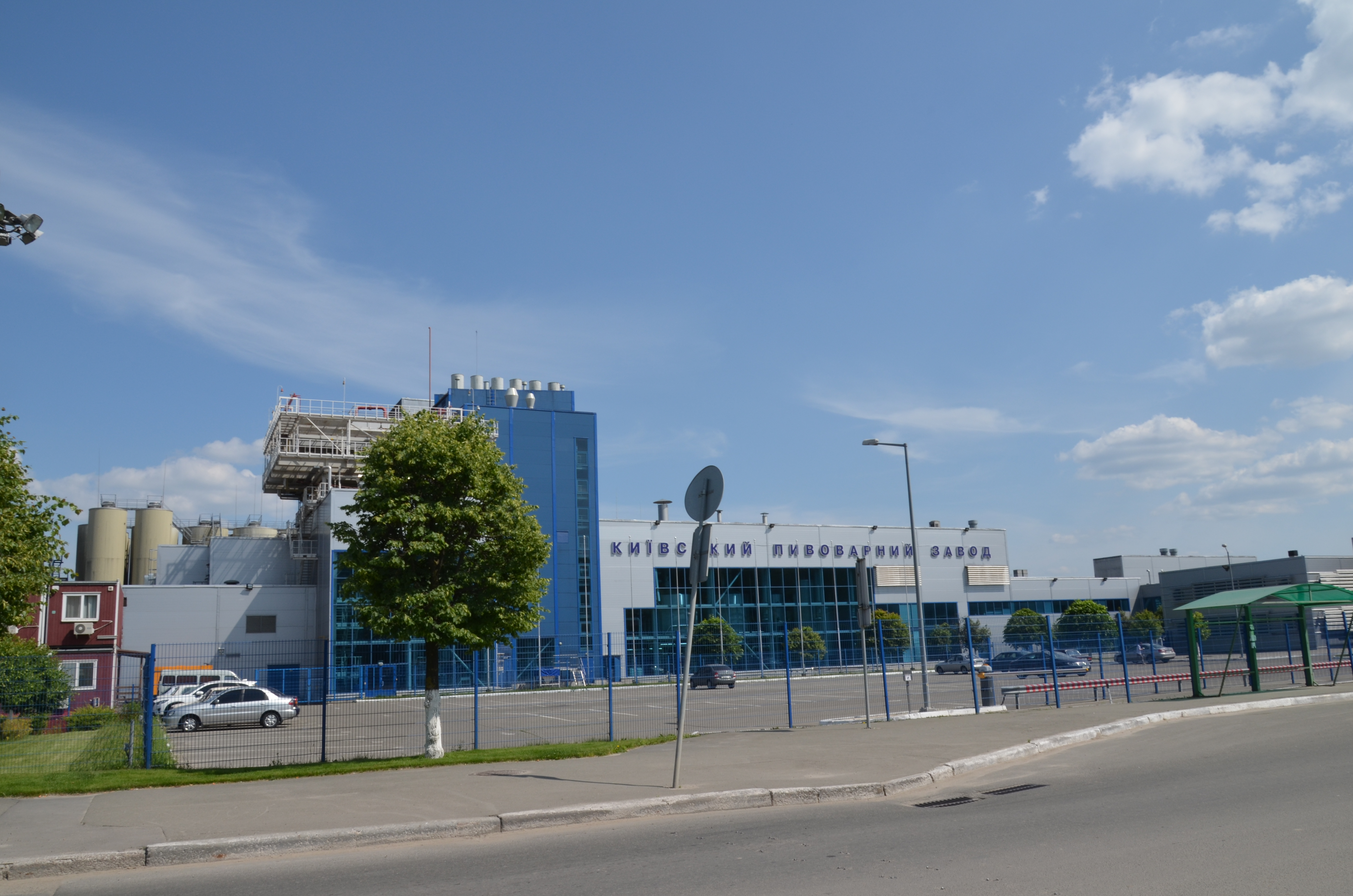
Київський пивоварний завод «Славутич»
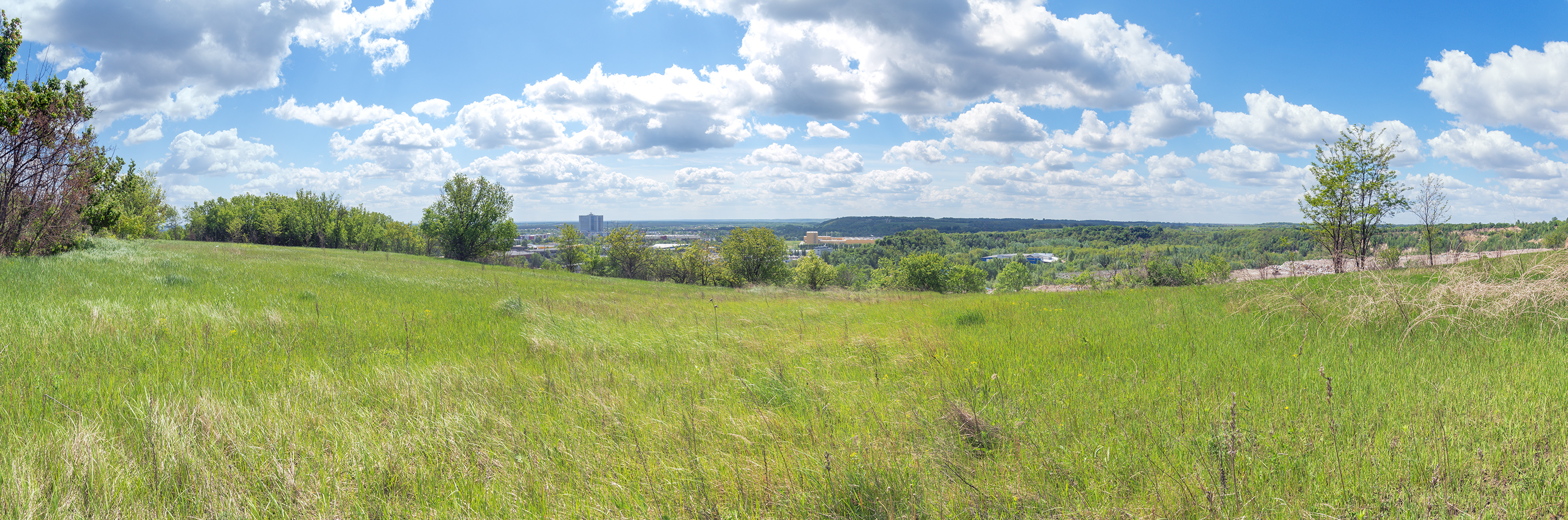
Еталонна ділянка цілини сусідствує із пивзаводом та міським сміттєзвалищем